# Імені Головацького
імені Голова́цького (каз. Головацкий) — село у складі Панфіловського району Жетисуської області Казахстану. Адміністративний центр Жаскентського сільського округу.
Населення — 2931 особа (2021; 1920 у 2009, 1662 у 1999, 985 у 1989).
У радянські часи село називалось селище Молодіжний, сучасну назву отримало на честь голови місцевого колгоспу «40 років Жовтня», вихідця з України Миколи Головацького.